# Лиса и журавль
Лиса и журавль — распространённый сюжет о том, как лиса и журавль в гости друг к другу ходили и угощали так, что гость не мог попробовать приготовленного блюда.
Сюжет восходит к басне Эзопа «Лиса и журавль». Использовался многими авторами, например, Ромулом и Жаком де Винтри, К. Ушинским, Л. Толстым. Сюжет встречается в европейском, американском (у индейцев) и восточном (персидском) фольклоре. Известна одноимённая русская народная сказка.